# Félix Torres Amat
Félix Torres Amat o Félix Torres y Amat de Palou (Sallent de Llobregat, 6 de agosto de 1772-Madrid, 29 de diciembre de 1847) fue un obispo, traductor, escriturista, escritor, historiador de la literatura y helenista español.

## Biografía
Hijo de José Torres y de Teresa Amat, y hermano de Ignacio Torres Amat. A los doce años se trasladó a Alcalá de Henares con su hermano Juan, que allí era colegial y capellán mayor. Estudió latín, hebreo, griego y árabe, y después francés e italiano. Pasó luego a Tarragona, donde se hallaba su tío Félix Amat, y allí estudió Filosofía y Teología, que completó en San Isidro de Madrid; se doctoró en Cervera en 1794. Volvió a Tarragona a enseñar Filosofía, Matemáticas, Teología y Sagradas Escrituras. Tomó posesión de una canonjía en la colegiata del Real Sitio de San Ildefonso el 5 de mayo de 1806, y en 1807 Carlos IV y Fernando VII le encomendaron el proyecto de traducir la Biblia a la lengua vulgar castellana. Se trasladó a Madrid hasta que en 1817 es nombrado canónigo sacrista y vicario general de Barcelona. Miembro de la Junta de Barcelona en 1820, y de la de Censura de la misma ciudad, también en ese mismo año, colaboró en el Periódico Universal de Ciencias, Literatura y Artes (Barcelona, 1821) En 1823 sacó la primera edición de su Biblia; pero en 1824 se pusieron en el Índice de la Iglesia católica las Observaciones pacíficas de su tío Félix Amat, lo que motivó la fama de jansenista que se ganó Torres con acudir a su defensa. En 1831 se retiró al Monasterio de San Jerónimo de la Murtra. Este supuesto jansenismo no le impidió ser nombrado obispo de Astorga, consagrado en Barcelona el 1 de mayo de 1834, siendo al mismo tiempo prelado doméstico. Designado senador por Barcelona, juró el cargo el 5 de septiembre de 1837. Se le nombró miembro de la comisión encargada de estudiar las relaciones de España con la corte romana en 1839 y, fiel a sus ideas, publicó una biografía de su tío y su Apología católica... de las Observaciones pacíficas del Arzobispo de Palmira (Madrid, 1843), lo que le valió la prohibición por parte de Roma de esta obra, el 13 de enero de 1845. Dos años antes ya había sido proscrita e incluida en el Index una pastoral suya dirigida al clero y al pueblo de la diócesis de Astorga, publicada en 1842. Está enterrado en el Hospital de la Corona de Aragón, en Madrid.
Su obra más famosa, aparte de la traducción de la Biblia al español en 1824, son sus Memorias para ayudar a formar un diccionario crítico de los escritores catalanes y dar alguna idea de la antigua y moderna literatura de Cataluña (Barcelona, 1836); este había sido comenzado por su hermano Ignacio, que tuvo una destacada carrera como bibliotecario.

## Biblia Torres Amat
La Biblia bajo su nombre se ha reeditado en los siglos XIX y XX. Todavía hoy sigue siendo impresa y leída. Entrado el siglo XX se reconoció al jesuita José Petisco como la fuente primaria de la traducción y las nuevas ediciones han colocado su nombre en la portada de las nuevas ediciones.
Algunas de las características de su obra:
- Traducida directamente de la Biblia Vulgata latina al español teniendo delante los textos hebreo y griego.
- Las notas al pie de página y las introducciones son eruditas: colocan las variantes de la Vulgata con los textos hebreo y griego.
- Dentro del texto bíblico aparecen paráfrasis, añadidas por el traductor en letra inclinada (itálica) a fin de explicar mejor el sentido del texto; por estos añadidos se dijo que esta Biblia estaba llena de viruelas.
- También se dijo que tenía viruelas porque en algunas ediciones (la actualmente editada por Stampley es un ejemplo) se colocaban asteriscos (*) en el texto para referirse a las notas a pie de página.
- El nombre de Dios aparece como "El Señor", según la tradición de la Vulgata "Dóminus" y de la Septuaginta "Kyrios".
- Sigue la tradición católica de su época de leer el nombre de Dios en Hebreo como Jehovah , pero solo aparece en las paráfrasis, en las notas y en los párrafos que presentan un resumen al principio de cada capítulo. El nombre Jehovah aparece cerca de veinte veces.
- El nombre Adonai aparece cinco veces.
- La versión pastoral hecha en El Paso (Texas) en los años 30 del siglo XX aumenta las referencias al nombre Jehovah en su edición.

Se han hecho diversas reediciones de esta Biblia según las ediciones de los siglos XIX y XX. Si son del siglo XIX el texto está en gramática castellana antigua, de difícil lectura para el lector moderno.
Se han hecho algunas revisiones gramaticales del texto. La principal fue hecha por Mons. Juan Straubinger revisando y actualizando el texto en base al hebreo y griego. Esta revisión no se popularizó mucho salvo en Argentina. Otras revisiones, no tan profundas como la de Straubinger, hicieron sus intentos. Entre ellas está la del P. Robello CSSR en Colombia y la de Ed. Océano en España.

## Obras
- Tratado de la Iglesia de Jesucristo, Madrid, 1793-1805.
- Sucinta relación de las honras fúnebres... María Isabel Francisca de Braganza, Barcelona, 1819.
- Arte de vivir en paz, Barcelona, 1821.
- La felicidad de la muerte cristiana, 1832.
- Vida del Ilmo. Sr. D. Félix Amat, Madrid, 1835, con un apéndice, Madrid, 1838.
- Memorias para ayudar a formar un diccionario crítico de los escritores catalanes y dar alguna idea de la antigua y moderna literatura de Cataluña, Barcelona, 1836.
- Pastoral, Madrid, 1838.
- Ventajas del buen cristiano, Astorga, 1839.
- Apología católica... de las Observaciones pacíficas del Arzobispo de Palmira, Madrid, 1843.
- Traducción de la Biblia al español, 1823.